# Кокуштуван
Кокуштуван (узб. Qoqishtuvon / Қоқиштувон) — посёлок городского типа, расположенный на территории Ромитанского района Бухарской области Республики Узбекистан.

Статус посёлка городского типа с 2009 года.